# Stephen Oyoung
Stephen Oyoung (Verenigde Staten, 1985) is een Amerikaanse acteur, stemacteur en stuntman.

## Biografie
Oyoung raakte op zevenjarige leeftijd geïnteresseerd in acteren en begon te spelen in toneelstukken op school. Zijn vader leerde hem Wushu en werd er bedreven in. Toen hij opgroeide, begon hij te voelen dat acteren zijn 'roeping' was, maar hij wist niet hoe dat zou gebeuren: "I wanted to be the next Bruce Lee, but I never believed I would seriously pursue acting. I didn't know where to start". Oyoung probeerde een computerprogrammeur te worden en probeerde de politiek binnen te gaan, waarvan hij het laatste leuk vond, maar hij zei er het volgende over: "Ik speel veel liever een politicus op tv." Zijn ouders stonden volledig achter zijn streven en hij gaf toe dat zijn moeder alles zou bekijken waar hij in zat. Hij begon aanvankelijk te werken op plaatsen zoals Pirates Dinner Adventure en Disneyland om de kost te verdienen voordat hij rollen in film en televisie boekte.
Hij werkte in films als Legion, The Last Airbender, Thor, Safe, Olympus Has Fallen, en Sicario. Hij trainde acteurs Keanu Reeves, Denzel Washington en Adam Driver voor respectievelijk de films 47 Ronin, The Equalizer, en Star Wars: The Force Awakens. Hij verscheen op televisie in grote shows zoals CSI: Crime Scene Investigation, NCIS, Castle, en Scandal. Hij was ook te zien in een terugkerende rol als Lan Hu in The Last Ship. In computerspellen speelde hij een Jedi-meester in Star Wars: The Old Republic, en kreeg hij meer erkenning als Martin Li/Mister Negative in het computerspel Spider-Man uit 2018.

## Filmografie

### Films
| Jaar | Titel                                              | Rol                  |
| ---- | -------------------------------------------------- | -------------------- |
| 2007 | Finishing the Game: The Search for a New Bruce Lee | Bruce Lee Extra      |
| 2008 | Fists of Righteous Harmony                         | Wu Jian              |
| 2009 | Formosa Betrayed                                   | Torturer             |
| 2010 | Legion                                             | Warehouse Guard      |
| 2011 | Thor                                               | Einherjar Guard      |
| 2012 | Safe                                               | Triad Laptop Soldier |
| 2015 | Bad Night                                          | Police Officer 2     |
| 2015 | A Dare to Remember                                 | Hiro's Henchman #1   |
| 2016 | Independence Day: Resurgence                       | Young Man            |
| 2016 | Dying to Kill                                      | Gag                  |
| 2018 | Office Uprising                                    | Joe the Salesman     |
| 2019 | Paddleton                                          | Chien                |
| 2019 | Escape Plan 3: The Extractors                      | Jiang                |
| 2019 | Terminator: Dark Fate                              | Technician Curtis    |
| 2025 | Mission: Impossible – The Final Reckoning          | Pills                |

### Korte films
| Jaar | Titel                            | Rol                     |
| ---- | -------------------------------- | ----------------------- |
| 2010 | Palm County                      | Thug                    |
| 2012 | Wake                             | Mourner #1              |
| 2014 | Brainstorm                       | Hologram Police Officer |
| 2015 | Splinter Cell Guards             | Sam Fisher              |
| 2017 | Destiny 2: New Legends Will Rise | Cayde-6                 |

### Series
| Jaar | Titel                                      | Rol                           |
| ---- | ------------------------------------------ | ----------------------------- |
| 2010 | Chuck                                      | Ring Agent                    |
| 2010 | Undercovers                                | N. Korean Soldier             |
| 2012 | F2N2 Fantasy Football                      | N/A                           |
| 2013 | Mortal Kombat                              | Tattoo Gangster               |
| 2013 | Aim High                                   | Buwono                        |
| 2014 | Intelligence                               | Gunman Bravo                  |
| 2015 | Castle                                     | Guard                         |
| 2016 | Scandal                                    | Agent Miller                  |
| 2016 | Hit the Floor                              | Prison Guard                  |
| 2016 | Rush Hour                                  | Quantou LAPD #1               |
| 2016 | NCIS: Naval Criminal Investigative Service | Navy Captain Andrew Hubbard   |
| 2016 | The Last Ship                              | Lau Hu                        |
| 2016 | DC's Legends of Tomorrow                   | Tokugawa Iemitsu              |
| 2017 | Workaholics                                | Waiter                        |
| 2017 | Wet Hot American Summer: Ten Years Later   | Agent Tom Simmons             |
| 2017 | Hawaii Five-0                              | Paul Lazio                    |
| 2017 | NCIS: Los Angeles                          | Navy Commander James Miyazaki |
| 2017 | Shut Eye                                   | Instructor                    |
| 2018 | How to Get Away with Murder                | E.R. Doctor                   |
| 2018 | Counterpart                                | Chang                         |
| 2018 | Runaways                                   | Mitch                         |
| 2019 | Fresh Off the Boat                         | Linus                         |
| 2019 | SEAL Team                                  | Ops Officer Calvin Lee        |
| 2019 | For All Mankind                            | Harrison Liu                  |
| 2020 | Insecure                                   | Victor                        |
| 2020 | Jupiter's Legacy                           | Barry Bishop                  |
| 2024 | Star Wars: Skeleton Crew                   | Hatten Warrior                |

### Computerspellen
| Jaar | Titel                       | Rol                                              |
| ---- | --------------------------- | ------------------------------------------------ |
| 2011 | Star Wars: The Old Republic | Zabrak Jedi                                      |
| 2014 | The Elder Scrolls Online    | Nord                                             |
| 2018 | Spider-Man                  | Martin Li / Mister Negative                      |
| 2018 | Fallout 76                  | Pierce                                           |
| 2019 | Death Stranding             | Alex Weatherstone, Guard, Special Forces Soldier |
| 2020 | Marvel's Iron Man VR        | Loudspeaker, Terrified Businessmen               |
| 2020 | Cyberpunk 2077              | Grayson                                          |
| 2021 | Gotham Knights              | Jason Todd / Red Hood                            |